# Dunderklumpen!
Dunderklumpen! és una pel·lícula familiar sueca de 1974 dirigida per Per Åhlin, que combina animació amb acció real. La història involucra diversos números musicals. Va ser estrenada el 26 de setembre de 1974. Als 11è Premis Guldbagge, Åhlin va guanyar un guardó especial per la pel·lícula.

## Argument
La nit de la Nit de Sant Joan, on « el sol no va a dormir », un petit personatge animat solitari anomenat Dunderklumpen entra a la cambra de Jens i de la seva petita germana Camille per robar-los les seves joguines i fer-se'n els seus nous amics. Després d'haver-los donat vida, descobreix no lluny un petit cofre daurat, que amaga sens dubte un tresor... Ho agafa igualment i a continuació s'escapoleix de la casa. Busca llavors escapar-se de Jens i del seu pare que volen recuperar les joguines.
Trobaran uns altres personatges en el curs de les seves aventures, com un cert Biglouche obsessionat pels diners i que mira amb desig el famós cofre d'or.

## Repartiment
- Beppe Wolgers - Pappa Beppe / Vattenfallet / Berättare
- Jens Wolgers - Storebror Jens
- Kerstin Wolgers - Mamma Kerstin
- Camilla Wolgers - Lillasyster Camilla
- Halvar Björk - Dunderklumpen / Jätten Jorm
- Håkan Serner - Lejonel
- Gösta Ekman - En-Dum-En
- Toots Thielemans - Pellegnillot
- Lotten Strömstedt - Dockan
- Sif Ruud - Elvira Fattigan
- Birgitta Andersson - Blomhåret
- Stig Grybe - Enöga
- Hans Alfredson - Humlan
- Bert-Åke Varg - Huset som pratar